# 蘇馬峰
蘇馬峰（英語：Thuma Peak）是南極洲的山峰，位於帕爾默地，處於奧弗頓峰西北面3公里，屬於德斯科山脈的一部分，以美國海岸防衛隊的隊長命名，現時由南極條約體系管理。

## 外部連結
. . United States Geological Survey.   [2012-01-13].
69°40′S 72°3′W / 69.667°S 72.050°W